# Avulsión (derecho)

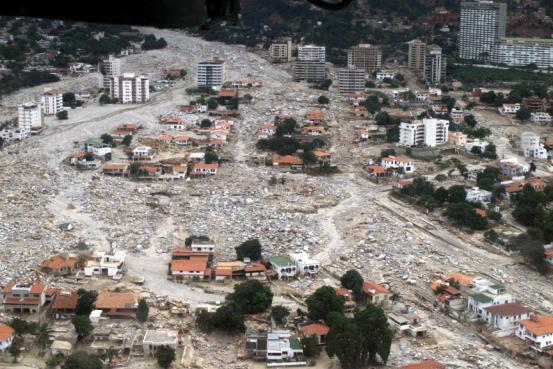
Desplazamiento de terrenos producidos por una avulsión en 1999 en Caraballeda, Venezuela.

La avulsión, en derecho, es el aumento que experimenta un predio cuando por una avenida o por otra fuerza natural violenta le es transportada parte del suelo de otro predio.

## Regulación por países
Las diversas legislaciones establecen como norma general que una vez que el terreno ha quedado asentado, se produce una accesión de inmueble a inmueble.

### Argentina
En Argentina la avulsión se encuentra regulada en el artículo 1961 del Código Civil y Comercial. El artículo 1961 establece:

Art. 1961: El acrecentamiento del inmueble por la fuerza súbita de las aguas que produce una adherencia natural pertenece al dueño del inmueble. También le pertenece si ese acrecentamiento se origina en otra fuerza natural. .

### Chile
En Chile la avulsión se encuentra regulada en el artículo 652 del Código Civil. El precepto dispone:

Art. 652: Sobre la parte del suelo que por una avenida o por otra fuerza natural violenta es transportada de un sitio a otro, conserva el dueño su dominio, para el solo efecto de llevársela; pero si no la reclama dentro del subsiguiente año, la hará suya el dueño del sitio a que fue transportada.

### Colombia
En Colombia la avulsión se encuentra regulada por el artículo 722 del Código Civil.

ARTICULO 722. <AVULSIÓN>. Sobre la parte del suelo que, por una avenida o por otra fuerza natural violenta, es transportada de un sitio a otro, conserva el dueño su dominio, para el solo efecto de llevársela; pero si no la reclama dentro del subsiguiente año, la hará suya el dueño del sitio a que fue transportada. .

### México
En México, el derecho de avulsión, se encuentra regulado en el artículo 886 y siguientes del Código Civil Federal y es una forma de adquirir la propiedad por la incorporación artificial de bienes a la finca del propietario. En virtud de dicha incorporación, pertenecen a los propietario los frutos naturales, los frutos industriales y los frutos civiles. Los frutos naturales son las producciones espontáneas de la tierra, las crías y los demás productos de los animales; los frutos industriales son los que producen las fincas de cualquier especie mediante el cultivo o el trabajo y los frutos civiles son los alquileres de bienes muebles, las rentas de los inmuebles, los réditos de los capitales y todos aquellos que o siendo producidos por la misma cosa, directamente vienen de ella por contrato por última voluntad o por la ley.
En tanto que el derecho de aluvión, que también es una forma de adquirir la propiedad, se encuentra regulado a partir del artículo 908 del Código mencionado, y establece que el acrecentamiento que por aluvión reciben las heredades o fincas, cuando la fuerza de un río arranca una porción considerable de tierra, árboles, residuos u otros elementos naturales, se consideran dueños los propietarios del terreno en el cual fueron depositados.

### Venezuela
En Venezuela, el derecho de avulsión se encuentra establecido en el artículo 564 del Código Civil 

Si un río arranca por fuerza súbita parte considerable y conocida de un fundo ribereño, y la arroja hacia un fundo inferior, o sobre la ribera opuesta, el propietario de la parte desprendida puede reclamar la propiedad dentro de un año, pasado este término no se admitirá la demanda, a menos que el propietario del fundo al cual se haya adherido la parte desprendida no hubiere aún tomado posesión de ella.
Código Civil Venezolano